# Cryptomeigenia triangularis
Cryptomeigenia triangularis là một loài ruồi trong họ Tachinidae.